# Escoles Nacionals (Olesa de Montserrat)
Les Escoles Nacionals són una obra noucentista d'Olesa de Montserrat (Baix Llobregat) protegida com a Bé Cultural d'Interès Local.

## Descripció
Es tracta d'un edifici de planta rectangular, organitzat de forma simètrica en tres cossos sent els laterals més baixos que el central. Cada cos a la planta baixa té una porta d'accés emmarcada coronada per una llinda ornamental amb un escut. Destaquen les finestres amb arcs amb formes arrodonides. Damunt la porta del cos central, hi ha un finestral lobulat neogòtic i al pis superior sis finestrals amb arc de mig punt. És notòria la cornisa amb mènsules de maó ceràmic del cos central mentre que als cossos laterals la cornisa és més senzilla i serveix de punt d'arrancada del recreixement del que van ser objecte. Les cobertes són inclinades de teula ceràmica. A la part posterior hi ha tres cossos adossats més baixos que els cossos principals. A l'interior destaquen els vestíbuls de les escales amb grans columnes de pedra polida on hi ha les escales de comunicació entre plantes. També el soterrani on hi ha el pas de les instal·lacions. En general, l'interior ha estat molt reformat. Recentment s'ha ampliat l'escola afegint un edifici annex a la part posterior de l'original. Tot l'edifici està envoltat pel pati de l'escola on hi destaquen unes rengleres de plàtans.

## Història
A inicis del segle xx, l'escola pública d'Olesa estava ubicada al primer pis de l'actual rectoria. L'any 1925 es decideix construir una escola. El projecte escollit fou el de Jeroni Martorell i Terrats i el constructor fou Josep de Blas Rovira. En el projecte original i en l'època inicial, en la planta baixa s'hi trobaven ubicats els alumnes de pàrvuls i aules per a nens i nenes a un cantó i altre respectivament, en canvi al primer pis es trobava la sala d'actes i dues aules de dibuix.
Al llarg de l'escola ha tingut diversos noms: Escuela Nacional de niños y niñas, fins l'actual d'Escola Mare de Déu de Montserrat. L'edifici s'ha anat transformant i modificant durant el decurs dels anys per tal d'adaptar-se a les necessitats del centre escolar, essent les últimes les realitzades el juny del 1996 quan s'acabaren les obres de remodelació i l'any següent amb l'ampliació a la part posterior de l'edifici que va permetre que l'escola passés a ser de doble línia.